# Acacia anaticeps
Acacia anaticeps — вид квіткових рослин з родини бобових, що зростає в Австралії: пн.-цн. Західна Австралія. Росте на піщаних дюнах, на червоних піщаних або піщано-суглинистих ґрунтах, іноді й на засолених ґрунтах. Це кущисте дерево з пробковою корою, з вигнутими, яйцеподібними або еліптичними філодіями (черешки, що виконують фотосинтетичну функцію); з китицями або волотями, кожна з яких містить від 4 до 7 квіток кремового кольору; з вигнутими стручками.

## Морфологічний опис
Acacia anaticeps — кущисте дерево, яке зазвичай досягає висоти 1–4 метри, іноді до 7 метрів і має сіру кору з глибокими борознами. Філодії яйцеподібні з вузьким кінцем до основи, здебільшого 40–70 × 20–50 мм, шкірясті та голі з переважно 5–7 поздовжніми жилками. Квітки розташовані в китицях або волотях на кінцях гілок або в пазухах листків, на голій квітконіжці завдовжки 2–5 мм. Кожна квіткова голова має діаметр 2.0–2.5 мм і має від 4 до 7 квіток кремового кольору. Цвітіння відбувається з квітня по червень. Стручки підняті над насінням і схожі на нитку намистин, від прямих до сильно вигнутих або скручених, до 280 мм завдовжки та 10–20 мм завширшки з тьмяно-коричневим, широкоеліптичним або круглим насінням 9.5–14 мм завдовжки.